# Prokópievsk
Prokópievsk (del ruso: Прокопьевск) es una ciudad del óblast de Kémerovo, Rusia. Fue fundada en 1918 como Prokópievski, nombre surgido de la unión de los actuales pueblos de Monastýrskoie y Prokópievskoie, y se le concedió el estatus de ciudad en 1931 con su nombre actual.
Se encuentra en las estribaciones de la cresta de Salair, junto al río Aba (afluente del Tom y a unos 269 km. por carretera al sudeste de la capital del óblast, Kémerovo, en el tramo entre Léninsk-Kuznetski y Novokuznetsk. Posee también enlace ferroviario con la capital y otras poblaciones en la línea Barnaúl-Abakán.
La ciudad tiene una red de tranvías que cuenta con siete líneas. Fue inaugurada oficialmente el 12 de mayo de 1936.

## Economía
La economía de la ciudad se basa fundamentalmente en la extracción de carbón. Pasó de ser un pequeño pueblo minero en 1918 a uno de los principales centros de producción de carbón de coque en el Kuzbáss, con 16 minas de carbón. aunque actualmente más de la mitad de ellas están cerradas.
La empresa Electromashina (en ruso: Электромашина), que era una fábrica de maquinaria de guerra que fue evacuada desde Járkov durante la guerra, se dedica a ingeniería mecánica, ingeniería de alimentos, reparación de tranvías y trolebuses y a la fabricación de materiales de construcción.

## Ciencia y Cultura
- Universidades:

La ciudad acoge filiales de las siguientes universidades: Universidad Abierta Estatal de Moscú (en ruso: МГОУ), Universidad Técnica Estatal del Kuzbáss (en ruso: КузГТУ), Universidad Estatal de Kémerovo (en ruso: КемГУ), Universidad Industrial Estatal de Siberia (en ruso: СибГИУ) y Universidad Estatal de Tomsk (en ruso: ТГУ).
- Teatro Dramático.
- Museo Etnográfico.[9]

El museo fue fundado como escuela-museo por el profesor M.G. Elkinym. Entre 1948 y 1972 sus estudiantes realizaron más de 20 expediciones arqueológicas, paleontológicas y geológicas por el sur de la cuenca de Kuznetsk. Sobre la base de las colecciones del museo, en el año 1961 se inauguró como Museo Nacional. Las exposiciones incluyen las siguientes secciones: "Naturaleza", "Arqueología", "Etnografía" e "Historia de Prokópievsk". El museo es el centro de trabajo de la historia local para los estudiantes y alumnos de la ciudad y del distrito.

## Galería

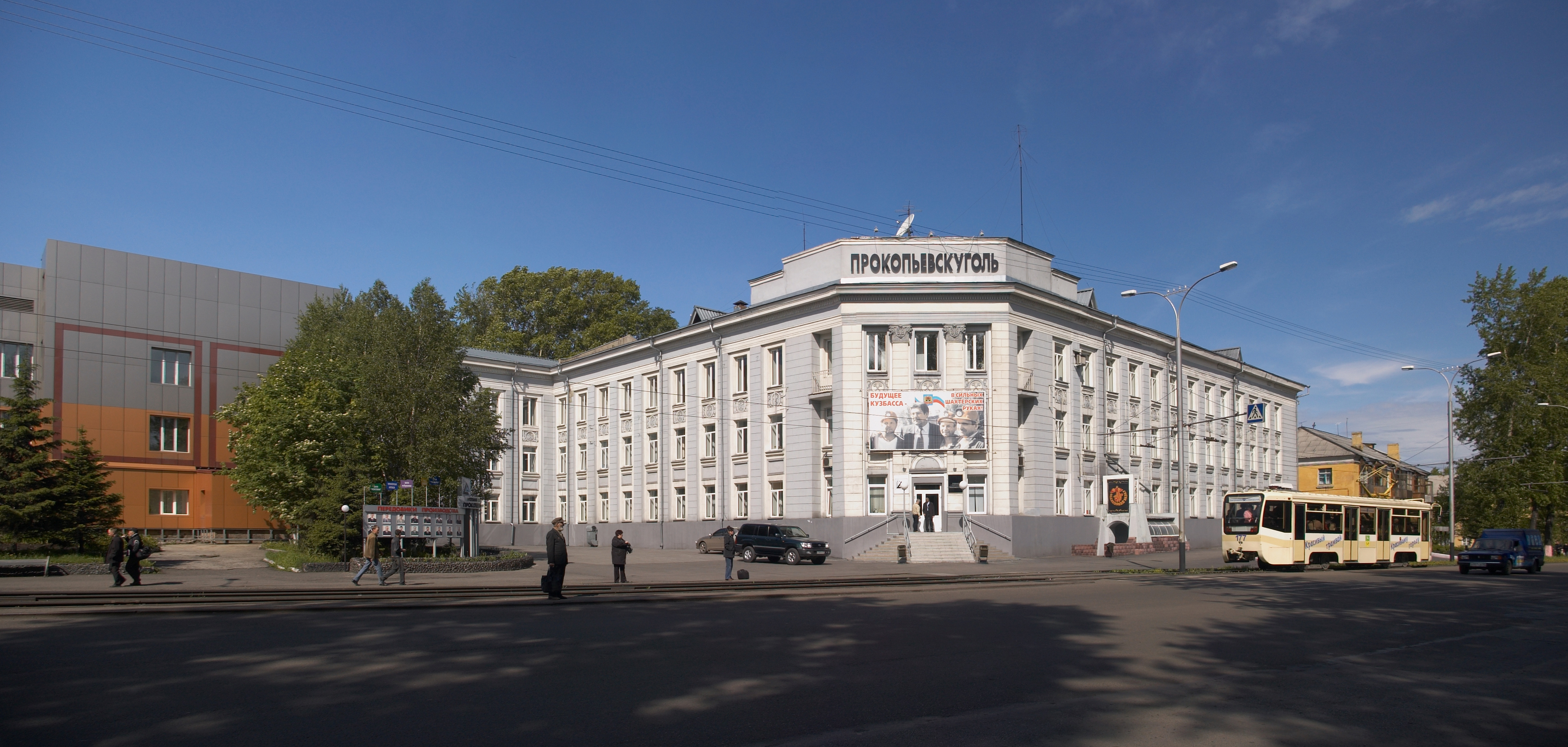
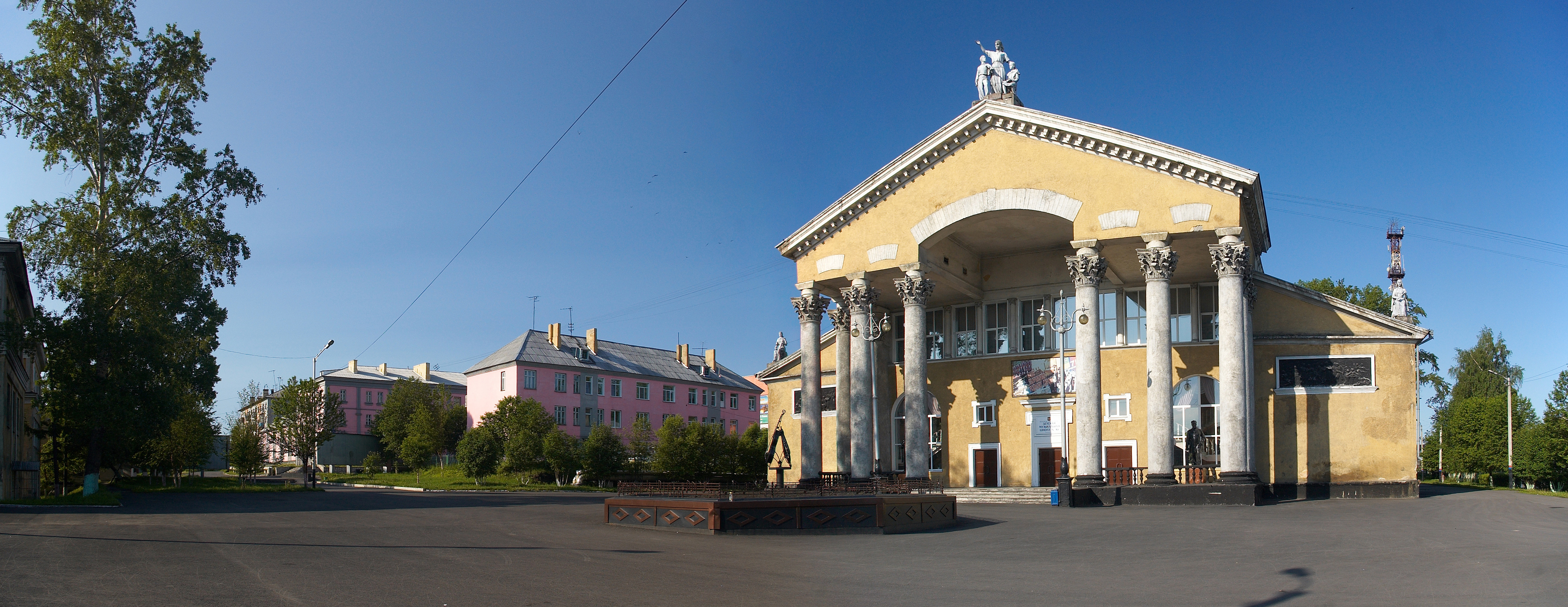
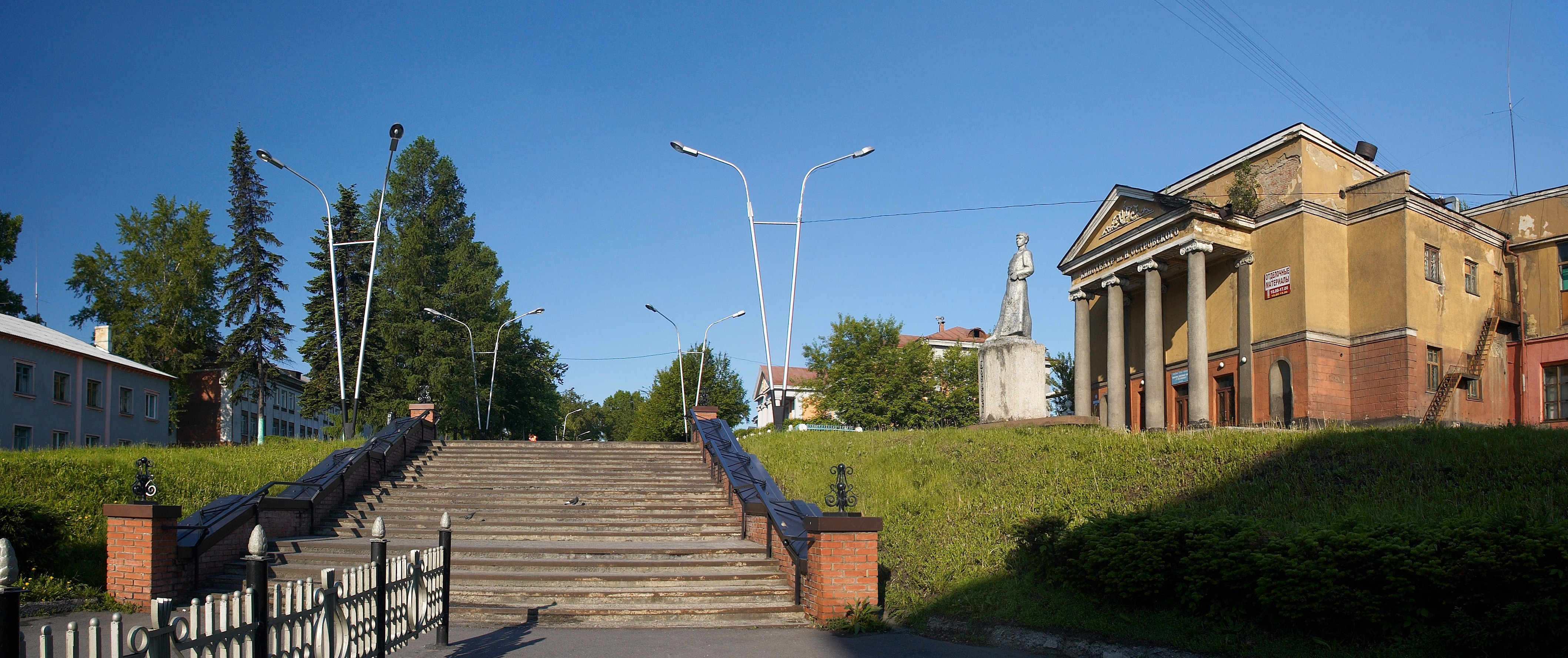
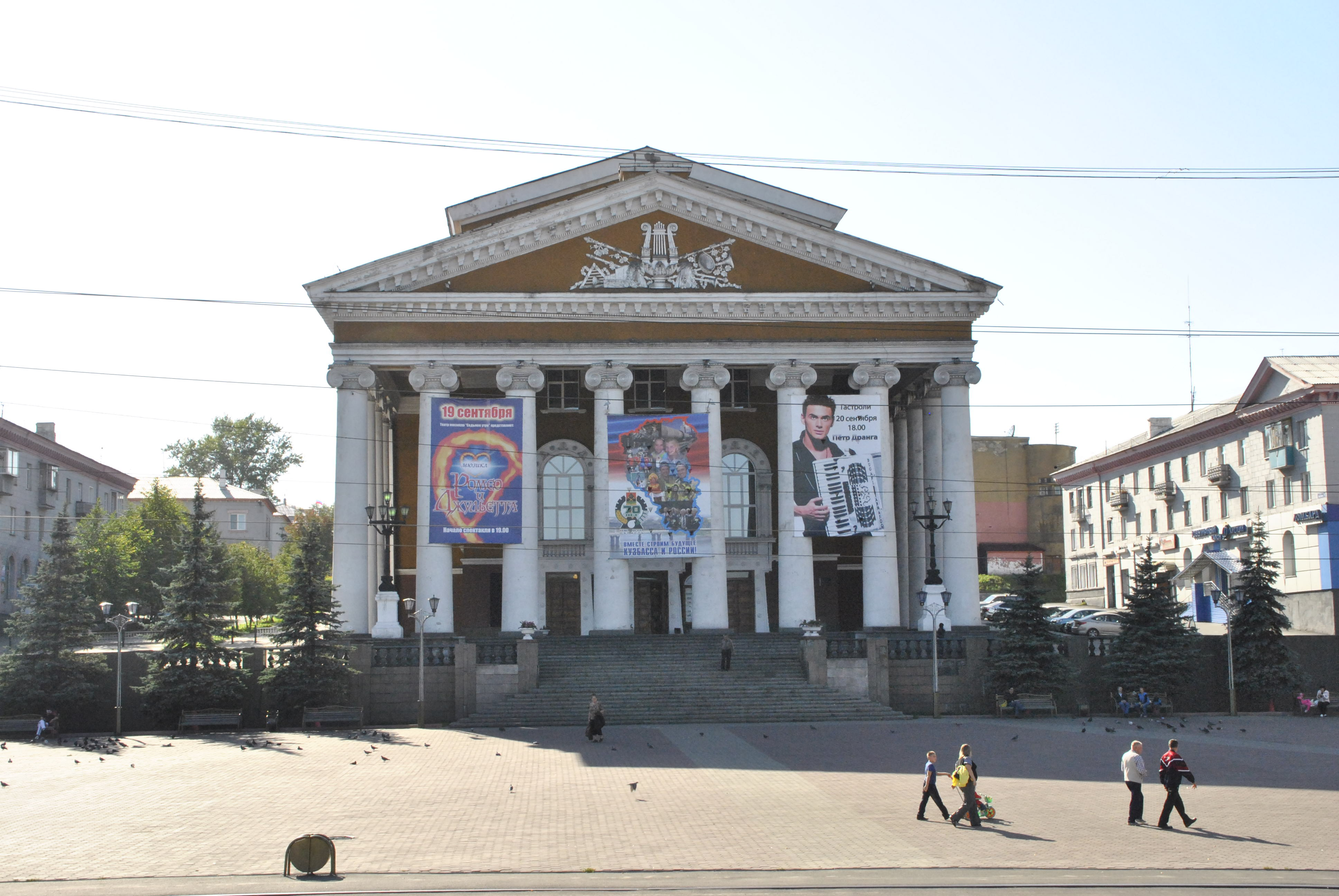

## Demografía
| 1926  | 1931  | 1939  | 1956  | 1959  | 1962  | 1967  | 1970  | 1973  | 1976  | 1979    | 1982 | 1986 | 1989  | 1992  |
| ----- | ----- | ----- | ----- | ----- | ----- | ----- | ----- | ----- | ----- | ------- | ---- | ---- | ----- | ----- |
| 10,7  | 54,3  | 107   | 260   | 282,0 | 292   | 290   | 274,5 | 269   | 266   | 266,2   | 268  | 276  | 273,8 | 271,5 |
| 1996  | 1998  | 2000  | 2001  | 2003  | 2005  | 2006  | 2007  | 2008  | 2010  | 2015    |      |      |       |       |
| 250,4 | 243,5 | 237,3 | 233,9 | 224,6 | 218,9 | 216,7 | 214,7 | 213,2 | 211,0 | 200.547 |      |      |       |       |

## Climatología
| Parámetros climáticos promedio de Prokópievsk | Parámetros climáticos promedio de Prokópievsk | Parámetros climáticos promedio de Prokópievsk | Parámetros climáticos promedio de Prokópievsk | Parámetros climáticos promedio de Prokópievsk | Parámetros climáticos promedio de Prokópievsk | Parámetros climáticos promedio de Prokópievsk | Parámetros climáticos promedio de Prokópievsk | Parámetros climáticos promedio de Prokópievsk | Parámetros climáticos promedio de Prokópievsk | Parámetros climáticos promedio de Prokópievsk | Parámetros climáticos promedio de Prokópievsk | Parámetros climáticos promedio de Prokópievsk | Parámetros climáticos promedio de Prokópievsk |
| Mes                                           | Ene.                                          | Feb.                                          | Mar.                                          | Abr.                                          | May.                                          | Jun.                                          | Jul.                                          | Ago.                                          | Sep.                                          | Oct.                                          | Nov.                                          | Dic.                                          | Anual                                         |
| --------------------------------------------- | --------------------------------------------- | --------------------------------------------- | --------------------------------------------- | --------------------------------------------- | --------------------------------------------- | --------------------------------------------- | --------------------------------------------- | --------------------------------------------- | --------------------------------------------- | --------------------------------------------- | --------------------------------------------- | --------------------------------------------- | --------------------------------------------- |
| Temp. máx. media (°C)                         | -11.6                                         | -9                                            | -2.2                                          | 5.7                                           | 20.2                                          | 26.2                                          | 29.3                                          | 26.3                                          | 17.2                                          | 6.7                                           | -4.2                                          | -10.3                                         | 7.9                                           |
| Temp. media (°C)                              | -15.9                                         | -14.8                                         | -9                                            | -0.1                                          | 11.8                                          | 17.4                                          | 20.3                                          | 17.6                                          | 10.2                                          | 2                                             | -8.3                                          | -14.2                                         | 1.4                                           |
| Temp. mín. media (°C)                         | -20.6                                         | -20.4                                         | -15.9                                         | -6.3                                          | 4.5                                           | 9.1                                           | 12.6                                          | 10.7                                          | 4.6                                           | -1.8                                          | -12.5                                         | -18.6                                         | -4.6                                          |
| Fuente: Kémerovo-Méteo                        |                                               |                                               |                                               |                                               |                                               |                                               |                                               |                                               |                                               |                                               |                                               |                                               |                                               |